# جزيرة جيجو البركانية وأنابيب الحمم البركانية
جزيرة جيجو البركانية وأنابيب الحمم البركانية هو موقع التراث العالمي في كوريا الجنوبية. 
جيجو، المعروفة أيضًا باسم جيجودو، هي جزيرة بركانية، على بعد 130 كيلومترًا من الساحل الجنوبي لشبه الجزيرة الكورية. وتعد أكبر جزيرة وأكبر مقاطعة في كوريا الجنوبية، تبلغ مساحة الجزيرة 1,846 كيلومتر مربع.
بدأ النشاط البركاني في جيجو تقريبًا في العصر الطباشيري واستمر حتى أوائل العصر الثالث. وتشير التقديرات إلى أن ثوران البركان الأخير كان قبل حوالي 5000 عام، وهو ما يضع البركان في التصنيف البراكين النشطة، مما يعني ثوران البركان في آخر 10000 عام. لا يتفق الجميع على التصنيف كبركان نشط، حيث يلزم المزيد من المراقبة والدراسة لفهم البركان بشكل أفضل.
تنوع الأنواع الحيوانية والنباتية في جيجو هو أيضا سبب مهم لقيمتها كمحمية طبيعية. ينمو نصف النباتات الوعائية الكورية بشكل طبيعي في الجزيرة بينما تم نقل 200 نوع آخر من النباتات الأصلية إلى كوريا .ومع ذلك فإن نصف هذه الأنواع تواجه خطر الانقراض. والنباتات القطبية التي أتت من الجنوب خلال فترة العصر الجليدي وتعيش في قمة جيجو هي أحد الأمثلة على ذلك. النباتات الأخرى في الغابات شبه الاستوائية والمناطق السفلى من الجزيرة هي أيضا مهددة بالانقراض.